# 趙憲泳

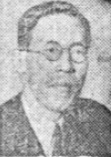
1949年ごろ

趙 憲泳（チョ・ホニョン、朝鮮語: 조헌영、1900年または1901年1月8日 - 1988年5月23日）は、日本統治時代の朝鮮、大韓民国および朝鮮民主主義人民共和国の韓医学者、韓医師、政治家、独立運動家。制憲・第2代韓国国会議員、元在北平和統一促進協議会書記長。
本貫は漢陽趙氏。字は応文、号は海山。趙光祖の子孫で、元義兵隊長の趙承基は祖父、教育者の趙寅錫は父。元国立図書館長の趙銀泳は兄、元大邱市長・慶尚北道知事の趙俊泳は弟、時調詩人の趙愛泳は妹。詩人の趙芝薫（趙東卓）と趙東振は息子、外交官・外交部長官の趙兌烈は孫。

## 経歴
慶尚北道英陽郡日月面出身。祖父と父から四書三経や漢文を学んだ後、大邱公立高等普通学校卒。英陽普通学校の嘱託教員を経て、早稲田大学高師英文学科卒。在日朝鮮人学友会代表、新幹会東京支会長を経て、帰国後は新幹会中央検査委員会常務委員を務めた。1931年に新幹会が消滅すると韓医学を専攻・研究しながら、韓国の近代韓医学の先駆となる東洋医薬社を開設し、薬種商も経営した。また、1935年に朝鮮語標準語査定委員会委員を務め、1936年に仁寺洞に日月書房を設立した。
光復後は朝鮮建国準備委員会のライバルである臨時政府還国歓迎準備委員会を組織したほか、元世勲らと朝鮮民族党を結成し洪命憙系に属した。韓国民主党に吸収された後、同党連絡部長・地方部長・組織部長を務めたが、1948年の初代総選挙で国会議員に当選後すぐに離党した。国会議員在任中は反民族行為処罰法を強く推進し、反民族行為特別調査委員会で調査委員を務めた。1950年の第2代総選挙では無所属候補として当選したほか、民主国民党中央執行委員も務めた。
朝鮮戦争中の1950年7月は北朝鮮に拉致された。以後医学博士号を取得し、1956年7月に在北平和統一促進協議会執行委員、1980年7月に同会書記長を務めたほか、東医学研究所の研究士も務めた。また、教育機関・教育関係の省庁で幹部などの要職も務めたとされる。
1988年5月23日、平壌で亡くなった。

## エピソード
1930年代に『新東亜』で韓医学の論文を連載し、1934年に『漢医学原論』などを刊行した。
1948年の初代総選挙では無投票で当選した。
父の趙寅錫は朝鮮戦争中に自殺した。